# Node sinusal

Sistema de conducció del cor (aïllat)

El node o nòdul sinusal, o sinoauricular o de Keith i Flack, és una de les estructures que componen el sistema de conducció elèctrica del cor. Normalment, és on s'origina l'impuls elèctric que dona origen al batec cardíac. Està en el subepicardi anterolateral en els 2/3 superior del solc terminal en la unió de l'aurícula dreta, sota la desembocadura de la vena cava superior. És una estructura fusiforme des del punt de vista morfològic sent la seva mida proporcional a la mida del cor variant entre 5mm a 30mm amb una mitjana de 15mm d'extensió per 5mm de gruix variat de 1,5mm a 5mm.